# Leon Rodgers
Leon Edward Rodgers (Columbus, 19 giugno 1980) è un ex cestista statunitense con cittadinanza venezuelana.

## Palmarès
- FIBA Americas League: 1

Guaros de Lara: 2017
- Coppa di Germania: 1

Artland Dragons: 2008
- Campionato olandese: 2

EiffelTowers Den Bosch: 2005-06, 2006-07
- MVP FEB Eredivisie (2005)